# Eva Jantschitsch

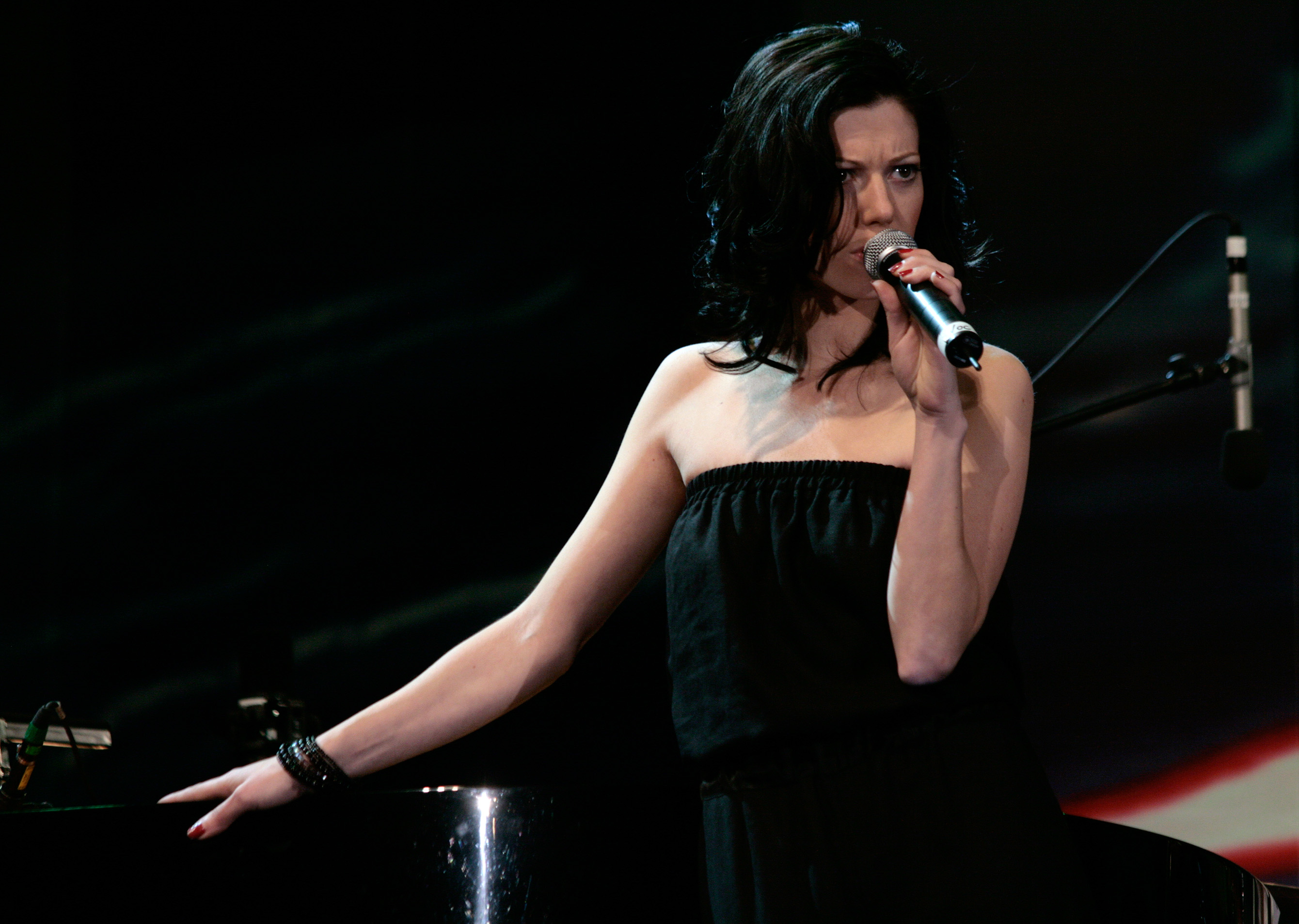
Eva Jantschitsch alias Gustav (Eröffnung der Wiener Festwochen 2009)

Eva Jantschitsch (* 1978 in Graz) ist eine österreichische Musikerin und Komponistin. Sie tritt unter dem Künstlernamen Gustav auf.
Ihr Stil wird als „zwischen Chanson, Pop, revolutionärem Schlager und Elektronik“ stehend und „an Sing-Songwritertum und Schlager“ angelehnt beschrieben. In ihrer Musik verarbeitet sie häufig feministische und sozialkritische Inhalte.

## Leben
Jantschitsch wuchs in Graz auf und lebt seit 1997 in Wien. Als Kind erhielt sie Geigenunterricht, sie spielt außerdem Flöte, Akkordeon, E-Gitarre, Xylophon, Klavier, Synthesizer sowie weitere Instrumente. Sie studierte Visuelle Mediengestaltung und Digitale Kunst an der Universität für Angewandte Kunst bei Peter Weibel und Karel Dudesek. Ihren ersten Auftritt als Musikerin absolvierte sie 2002 beim Frauenbandenfest im Ernst-Kirchweger-Haus.
2005 wurde Gustav mit dem Amadeus Austrian Music Award als „FM4 Alternative Act des Jahres“ ausgezeichnet. Im Rahmen einer Auftragsarbeit für die Wiener Festwochen komponierte sie Teile der Musik für das Stück Draußen tobt die Dunkelziffer von Kathrin Röggla. 2009 trat sie neben Dulce Pontes, Juliette Gréco, Wolfgang Ambros und Willi Resetarits bei der Eröffnung der Wiener Festwochen auf. Für den Faust-Schwerpunkt der Salzburger Festspiele 2011 komponierte sie im Auftrag der Freunde der Salzburger Festspiele den 12-teiligen Liederzyklus Unterhaltungsmusik zur Suche nach Erkenntnis, der am 10. August unter Mitwirkung von Ben Becker uraufgeführt wurde. Im Jänner 2013 erhielt sie den Österreichischen Filmpreis in der Kategorie Beste Musik für den Film Grenzgänger von Florian Flicker. Im selben Jahr wurde sie für den österreichischen Theaterpreis Nestroy, für die Musik zu Der Alpenkönig und der Menschenfeind nominiert.
2015 erfolgte die Wiederaufnahme einer überarbeiteten Fassung der Proletenpassion. Eva Jantschitsch hat hierfür die Musik neu arrangiert.
Für den Soundtrack des österreichischen Films Gruber geht (2015) steuerte Gustav neben einer Coverversion von Bob Dylans Born in Time auch das neue Stück An dem Tag bei.
Ihr Lied Rettet die Wale wurde im Jahr 2019 vom österreichischen Radiosender FM4 auf Platz 2 der 100 besten österreichischen Lieder des 21. Jahrhunderts gewählt.
Der Song We Shall Overcome wurde im Jahr 2020 vom Popkulturmagazin The Gap im Rahmen des AustroTOP-Rankings auf Platz 11 der „100 wichtigsten österreichischen Popsongs“ gewählt.

## Gustav
Der Name des Musikprojekts „Gustav“ rührt vom ursprünglichen Kinderwunsch ihres Vaters nach einem Sohn, der dann den Namen Gustav bekommen hätte.

Bei Live-Auftritten wird Jantschitsch/Gustav meist von Oliver Stotz und Elise Mory begleitet.

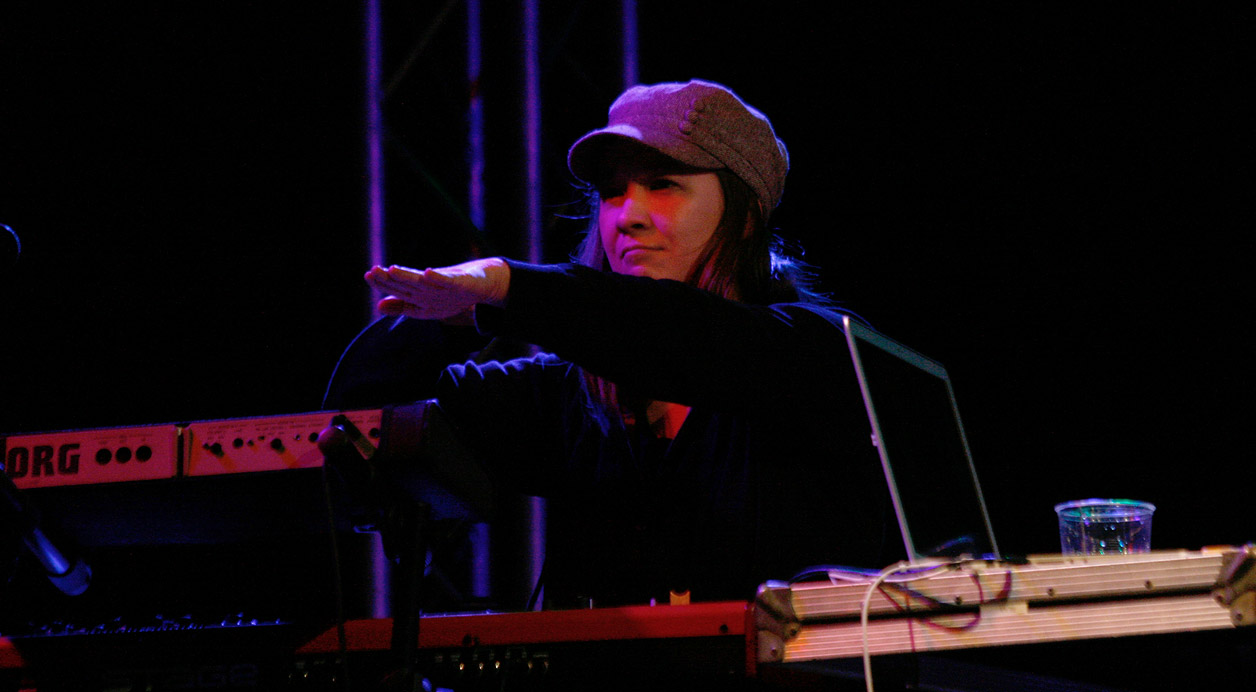
Elise Mory
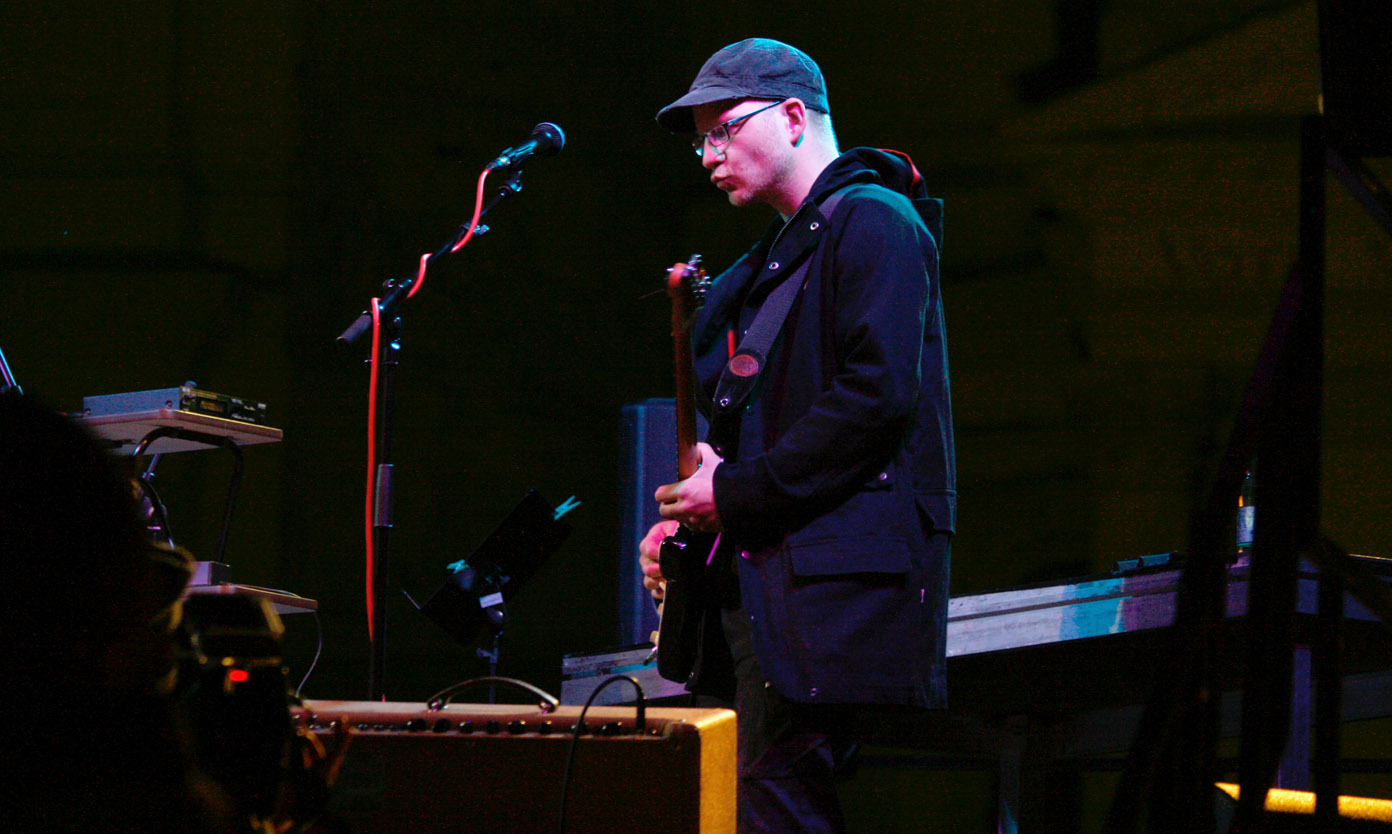
Oliver Stotz
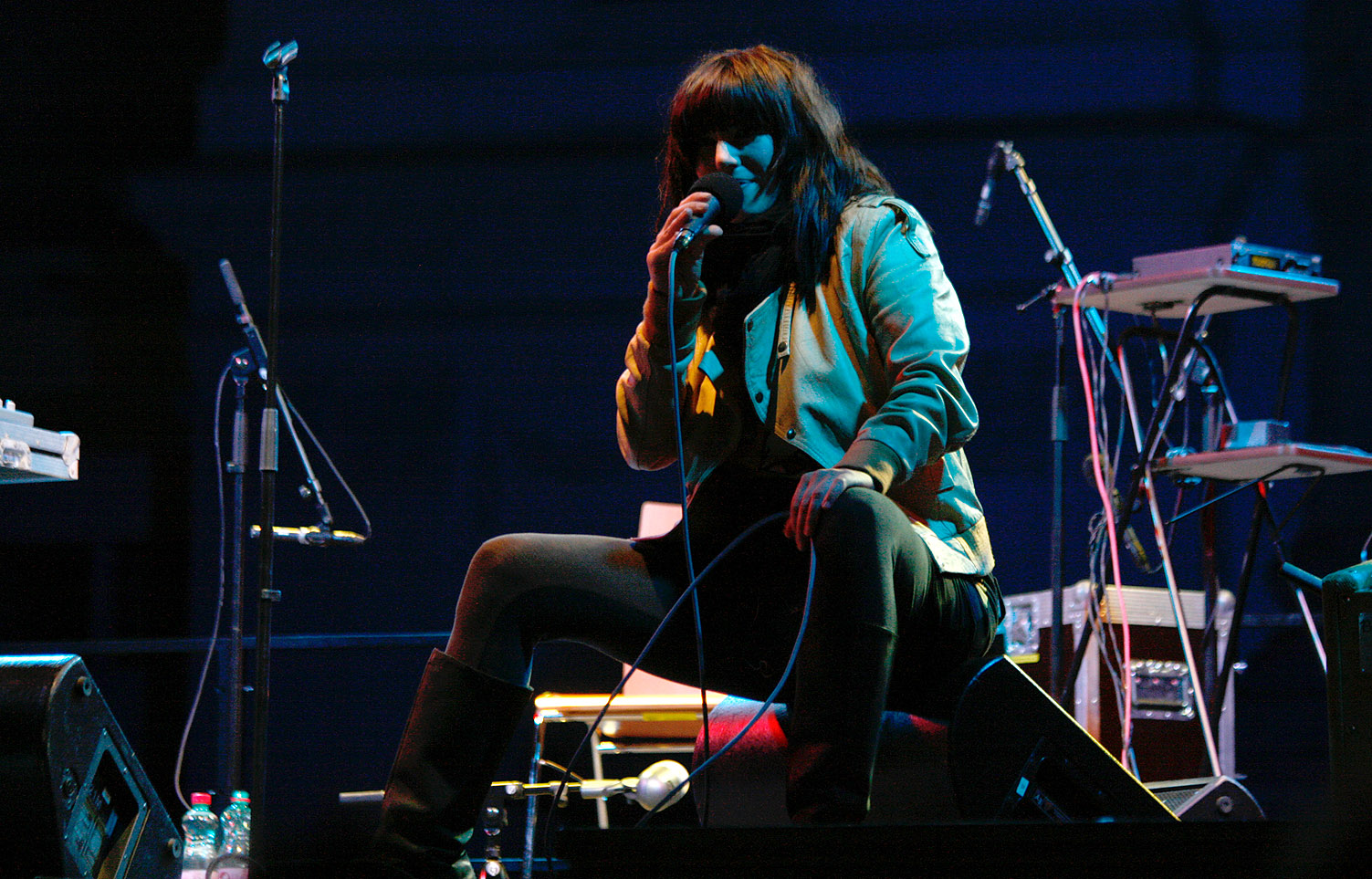
Gustav

## Auszeichnungen

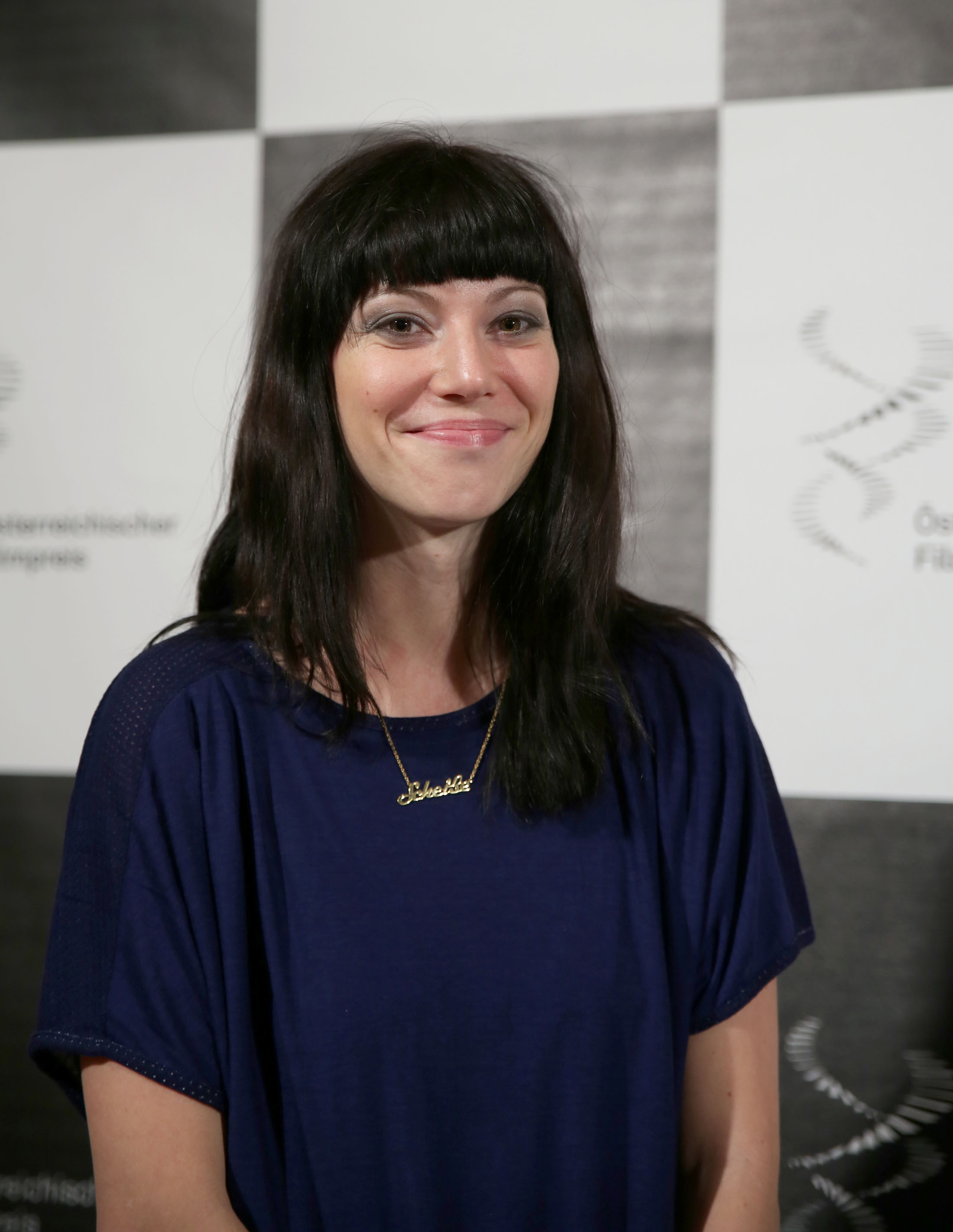
Eva Jantschitsch (Österreichischer Filmpreis 2013)

- 2005 – Amadeus Austrian Music Award
- 2013 – Wiener Frauenpreis
- 2013 – Österreichischer Filmpreis
- 2015 – Nestroy-Theaterpreis

## Theater und Filmmusik
- Filmmusik zu Mirjam Ungers Spielfilm Maikäfer flieg[7]
- Filmmusik zu Claudia Müllers Dokumentation Valie Export – Ikone und Rebellin[8]
- Filmmusik zu Florian Flickers Spielfilm Grenzgänger
- Filmmusik zu Sepp R. Brudermanns Dokumentarfilm 5 1/2 Roofs
- Filmmusik zu Tina Leischs Dokumentarfilm Gangster Girls
- Theatermusik zu Niklaus Helblings Inszenierung von Ende gut, alles gut, Akademietheater, Wien
- Theatermusik zu Tina Laniks Inszenierung von Von morgens bis mitternachts, Residenztheater, München
- Theatermusik zu Der Alpenkönig und der Menschenfeind, Burgtheater, Wien[9]
- Theatermusik Münchhausen – oder die pseudologische Reise bis zum Mond, Regie: Niklaus Helbling, Düsseldorfer Schauspielhaus
- Theatermusik zu mascheks politischer Puppentheaterserie Bei Schüssels, Beim Gusenbauer, Bei Faymann und Bye-Bye, Österreich!, Rabenhof Theater, Wien
- Theatermusik zu Tina Leischs Medea bloß zum Trotz, Theaterprojekt mit Gefangenen der Justizanstalten Gerasdorf und Schwarzau
- Revuemusik zu Orlanding the Dominant – Eine queere Burlesque mit SV Damenkraft, Sissy Boyz & Gustav im brut Wien
- Theatermusik zu Vor dem Fliegen, Regie: Claudia Kottal, Theater Bronski & Grünberg, Wien
- Theatermusik zu Alles Walzer, alles brennt, Regie: Christine Eder, Volkstheater Wien[10]
- Theatermusik zu Verteidigung der Demokratie, Regie: Christine Eder, Volkstheater Wien[11]
- Theatermusik zu Bertolt Brechts Baal, Regie: Ersan Mondtag, Berliner Ensemble[12]
- Theatermusik zu Bayerische Suffragetten, Stückentwicklung von Jessica Glause und Ensemble, Münchner Kammerspiele
- Filmmusik zur Dokumentation Elfriede Jelinek – Die Sprache von der Leine lassen
- Theatermusik zu Anti War Women, Stückentwicklung von Jessica Glause und Ensemble, Münchner Kammerspiele
- Musical: Hyäne Fischer – Das Totale Musical. Volksbühne Berlin, 2022.[13]
- Theatermusik Engel in Amerika, Regie Matthias Köhler, Schauspiel Köln 2025[14]
- Filmmusik Spielfilm Nebelkind – The End of Silence, Regie Tereza Kotyk, 2024[15]

## Diskografie

### Alben
- Rettet die Wale, 21. März 2004, Label: Mosz (Cargo Records)
- Verlass die Stadt, 16. Mai 2008, Label: Chicks on Speed Records

### Andere Veröffentlichungen
- Die Pranke der Natur (und wir Menschen), Musik für Hörspiel zu Texten von Alexander Kluge, Regie: Karl Bruckmaier (BR2 Hörspiel & Medienkunst)
- We Shall Overcome, Remix von Wighnomy Bros. '12 (Freude am Tanzen)
- Amocco, vom Bandkollektiv Songs of Suspects (Karate Joe Records)
- Piraten, mit Binder & Krieglstein, (Essay Recordings)
- Have Yourself a Merry Little Christmas, als Download-Single
- Pudel Produkte 12 (inkl. Monolake Remix, Vinyl Maxi-Single), Verlass die Stadt (Limonious Remix)
- Yola, von Agenda Lobkov & Lichtenberg – 2007 Albumtitel: As Happy as I Can
- Hiho country Boy / We Shall Overcome, Aber das Leben lebt / Gustav Covers – Splitsingle 7″ (Sand rec)
- Der Seuchenprinz, Teil 3, Hörspiel von Jens Rachut (Nobistor)
- Me Protools You Jane, auf dem Album Crash Symbols der Band Liger (Beatismurder Records)
- Hard Life, auf dem Sampler The Risk of Burns Exist (Rhiz Records)
- Komm und tanz mit mir, auf dem Album Walzerköning von Laokoongruppe (Konkord)
- Roger.Over.Stop, auf dem gleichnamigen Album von Nitro Mahalia (Interstellar Records)
- Who’s Bad, 2013, mit Die Goldenen Zitronen, Wer hier (Buback)